# Franz Rosenzweig

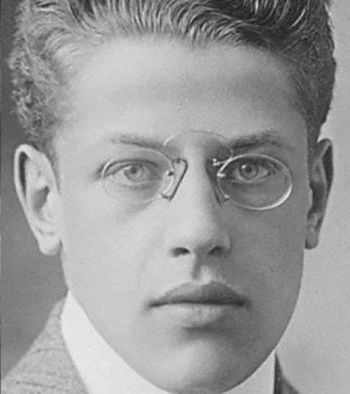
Franz Rosenzweig, 1905

Franz Louis August Rosenzweig (* 25. Dezember 1886 in Kassel; † 10. Dezember 1929 in Frankfurt am Main) war ein deutscher Historiker und Repräsentant der Jüdischen Philosophie. Er ist bekannt für seine Forschung zu G. W. F. Hegel, sein Werk Der Stern der Erlösung und seine Zusammenarbeit mit Martin Buber.

## Leben

### Frühe Jahre
Rosenzweig wuchs als einziges Kind des Fabrikanten und Kasseler Stadtrats Georg Rosenzweig und dessen Ehefrau Adele, geb. Alsberg, in wohlhabenden Verhältnissen auf. Die jüdisch-deutsche Familie betrieb eine Farben- und Lackfabrik und wohnte ab 1914 in einer repräsentativen Stadtvilla an der Terrasse 1, in der sie Persönlichkeiten der Stadtverwaltung und Politik empfing. Die assimilierte Familie gehörte dem liberalen Judentum an und beschränkte sich auf die formale Einhaltung von Bar Mitzwa und Jamim Noraim. Durch seinen Großonkel Adam Rosenzweig, der mit der Familie lebte, kam Franz Rosenzweig auch mit traditionellem jüdischen Leben in Kontakt und wünschte sich mit 11 Jahren Hebräisch-Unterricht.

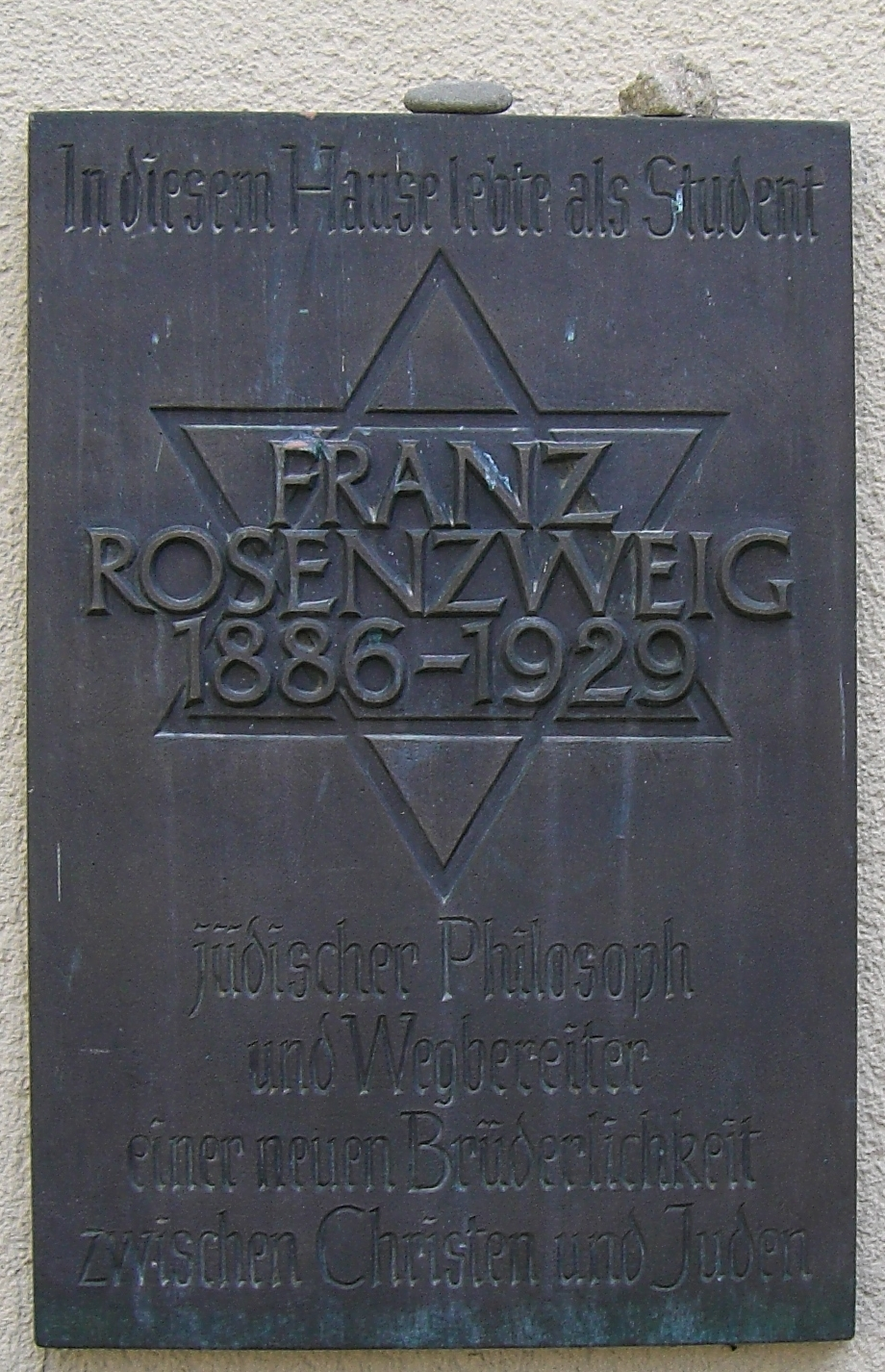
Gedenktafel am Haus Rosenzweigs Freiburger Studentenwohnung, Herrenstraße 32

1905 begann er in Göttingen, München und Freiburg im Breisgau Medizin zu studieren. 1907 wechselte er das Fach und studierte Geschichte und Philosophie in Freiburg und Berlin. Sein wichtigster philosophischer Mentor war sein dreieinhalb Jahre älterer Vetter Hans Ehrenberg, der seit 1910 als Privatdozent für Philosophie an der Universität Heidelberg lehrte. Auch mit dessen jüngerem Bruder, dem Althistoriker Victor Ehrenberg, und dessen Frau Eva verband ihn eine enge Freundschaft. 1912 wurde Franz Rosenzweig von dem Historiker Friedrich Meinecke in Freiburg zum Dr. phil. promoviert. Seine Dissertation, die erste umfassende kritische Analyse der politischen Philosophie Hegels, die er in den folgenden Jahren zu einer möglichen Habilitationsschrift ausbaute, erschien allerdings erst nach dem Ersten Weltkrieg zweibändig unter dem Titel Hegel und der Staat (1920).
Am 7. Juli 1913 fand bei seinem christlichen Vetter, dem Biologen Rudolf Ehrenberg, in Leipzig ein denkwürdiges „Nachtgespräch“ zwischen Franz Rosenzweig und dem zum evangelischen Glauben konvertierten Privatdozenten der Rechtsgeschichte Eugen Rosenstock-Huessy statt, durch das Rosenzweig dermaßen aus seiner religionsphilosophischen Distanziertheit gerüttelt wurde, dass er eine Konversion zum Christentum in Erwägung zog, womit er seinem bereits 1909 zum evangelischen Christentum übergetretenen Mentor Hans Ehrenberg gefolgt wäre, der schließlich Pfarrer der bekennenden Kirche wurde. Nach einer Zeit der Besinnung fasste Rosenzweig jedoch den Entschluss – wie er Rudolf Ehrenberg am 31. Oktober 1913 schrieb –: „Ich bleibe also Jude.“ Ihm war klar geworden, dass er ein entschieden existenziell-religiöses Leben, das seine Freunde als Christen führten, auch als Jude praktizieren könne. Es folgten Monate intensiver jüdischer Studien beim greisen Philosophen Hermann Cohen an der Hochschule für die Wissenschaft des Judentums in Berlin.
Im Sommer 1914 stellte Rosenzweig eine Studie zu dem Text Das älteste Systemprogramm des deutschen Idealismus fertig. Er veröffentlichte damit seinen Fund eines bis dahin unbekannten vierseitigen Manuskriptes in Hegels Handschrift in der Königlichen Bibliothek in Berlin, das er als einen Entwurf von Schelling identifizierte. Durch den ausbrechenden Krieg verzögerte sich die Publikation bis zum Frühjahr 1917. Er löste infolgedessen einen Urheberstreit zwischen den Hegel-, Schelling- und Hölderlin-Forschern aus, der bis heute anhält.

### Erster Weltkrieg

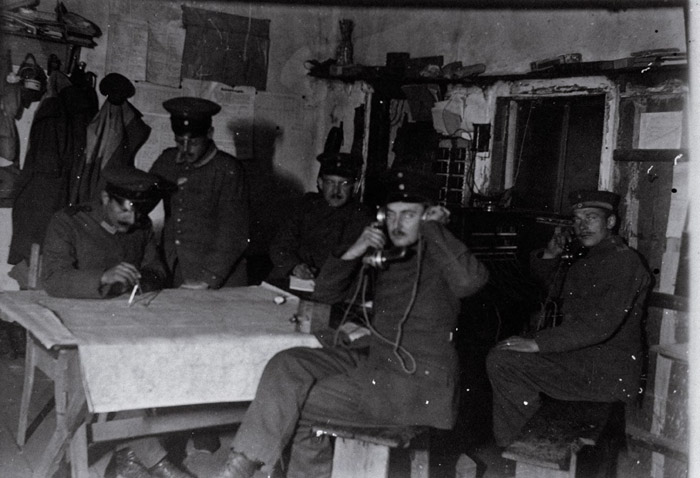
Rosenzweig, beim Tisch stehend, im Ersten Weltkrieg im Jahr 1917

Zu Beginn des Ersten Weltkriegs meldete sich Rosenzweig freiwillig, zunächst für den Sanitätsdienst; später kam er zur Artillerie an die Balkanfront, wo er bis zum Zusammenbruch der deutschen und österreichisch-ungarischen Monarchien eingesetzt blieb. Von der Front aus führte er 1916 einen dramatischen jüdisch-christlichen Dialog in Feldpostbriefen mit Eugen Rosenstock-Huessy, der an der Westfront eingesetzt war – ein Streitgespräch, das seine Aussagekraft bis heute nicht verloren hat. Ab Sommer 1917 trat die junge Frau des Freundes, Margrit (Gritli) Rosenstock-Huessy, vermittelnd in diesen Briefwechsel ein. Anfang 1918 entbrannte eine große Liebe zwischen beiden, in die aber auch Eugen Rosenstock-Huessy einbezogen blieb. Täglich wechselten Franz und Gritli von nun ab Briefe. In dieser Zeit entstand von Ende August 1918 bis Mitte Februar 1919 – während der letzten Kriegsmonate, des Zusammenbruchs der Front und der Revolutionsmonate – Rosenzweigs glaubensphilosophisches Hauptwerk Der Stern der Erlösung (erschienen 1921).
Während des Krieges lernte Rosenzweig 1917 in Üsküb den Feldrabbiner Paul Lazarus kennen, mit dem sich eine Freundschaft entwickelte mit einem lebhaften Austausch über Literatur und das jüdische Bildungsproblem. In dieser Zeit entstand die Schrift Zeit ist's, in der er Hermann Cohen ein jüdisches Bildungsproblem in der Gegenwart vorschlug (GS III, 461-482).

### Frankfurt

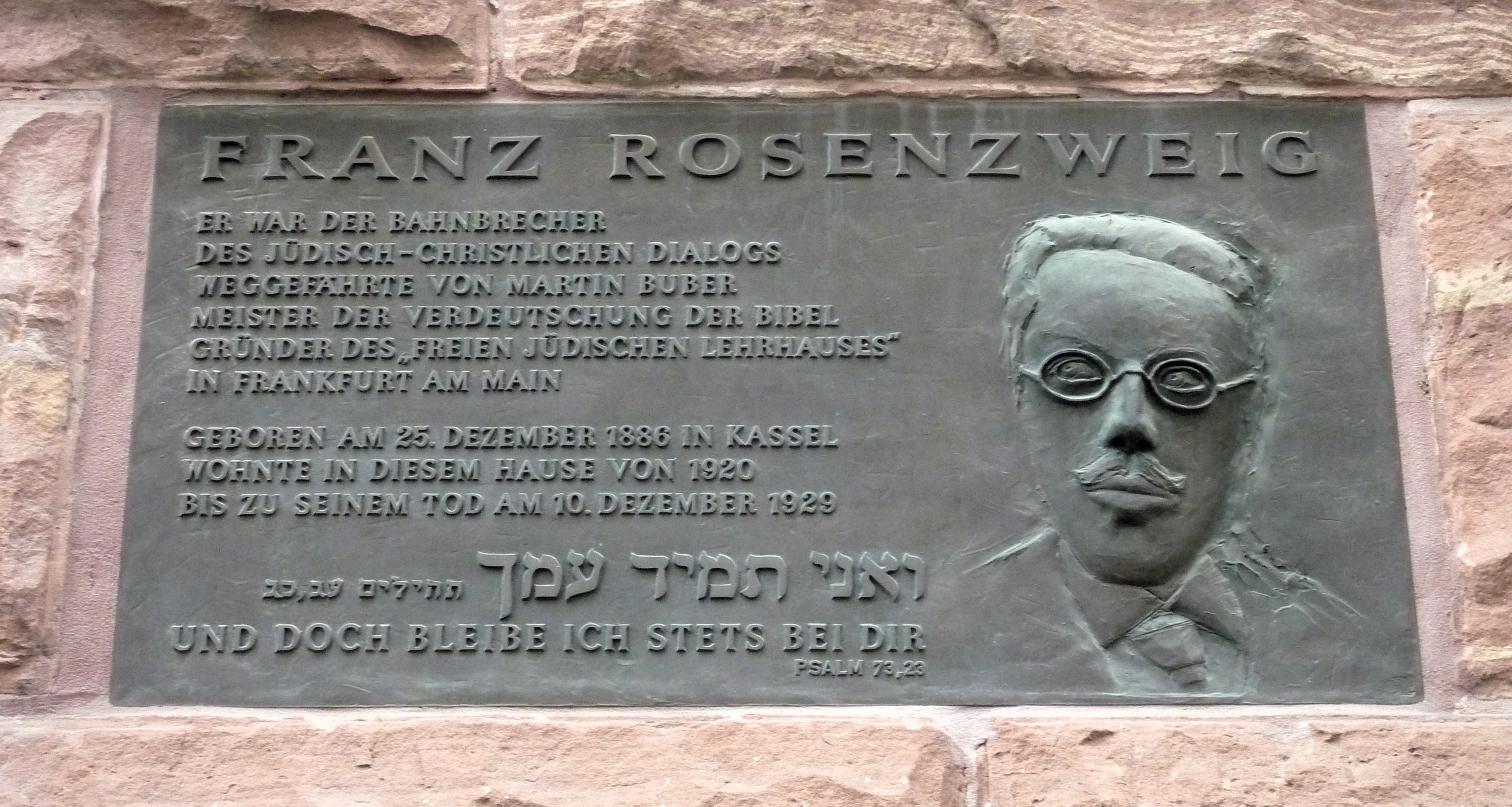
Gedenktafel an Rosenzweigs ehemaligem Wohnhaus im Frankfurter Westend, Schumannstraße 10

Das Angebot einer Habilitation mit seinem früheren Werk Hegel und der Staat lehnte Rosenzweig 1920 ab, da er sich nun ausschließlich dem Dienst einer jüdischen Bildungsarbeit im christlichen Europa widmen wollte. Nachdem er 1920 die jüdische Religionslehrerin Edith Hahn geheiratet hatte, nahm er das Angebot an, das Freie Jüdische Lehrhaus in Frankfurt am Main aufzubauen. Ausgangspunkt war die von Georg Salzberger begründete Gesellschaft für Jüdische Volksbildung. Sein Konzept legte Rosenzweig 1920 im Aufsatz „Bildung und kein Ende“ (GS III, 491-504) dar. Aufgabe dieser Bildungseinrichtung, die an keinem festen Ort tagte, war es, Wege zu weisen, wie jüdisches Leben in der Moderne gelingen könne. Zu den dort Vortragenden zählten neben Rosenzweig der Religionsphilosoph Martin Buber, Leo Löwenthal, Benno Jacob, der Rabbiner Nahum Norbert Glatzer, die Schriftstellerin und Philosophin  Margarete Susman, die Begründerin des jüdischen Frauenbundes Bertha Pappenheim, der Mediziner Richard Koch, der Chemiker und Philosoph Eduard Strauss, Ernst Simon, Siegfried Kracauer und Erich Fromm.
Im selben Jahr 1922, in dem sein Sohn Rafael geboren wurde, erkrankte Franz Rosenzweig an der unheilbaren und innerhalb weniger Jahre zum Tode führenden Amyotrophen Lateralsklerose, was rasch eine totale Bewegungs- und Sprechlähmung zur Folge hatte. Trotz dieser Krankheit vermochte er noch die Übersetzung der Hymnen und Gedichte des Jehuda ha-Levi (1075–1141) sowie die philosophische Abhandlung Das neue Denken (1925) beenden, wobei er zunächst noch eine Spezialschreibmaschine verwendete, später aber nur noch seiner Frau mit den Augenlidern diktieren konnte. Gemeinsam mit Martin Buber arbeitete er in diesen Krankheitsjahren an der „Verdeutschung der Schrift“, deren erster Teil Die fünf Bücher der Weisung noch zu seinen Lebzeiten 1925 erscheinen konnte. Buber hat dann die weitere Übersetzungsarbeit allein zu Ende gebracht.
Noch im Mai 1929 schrieb Rosenzweig seinen erst postum publizierten und dann umstrittenen Aufsatz Vertauschte Fronten zur Davoser Disputation zwischen Ernst Cassirer und Martin Heidegger, in dem er Letzteren mit dem Gründer der Marburger Schule, Hermann Cohen verglich – ausdrücklich mit dem Hinweis auf dessen Religion der Vernunft aus den Quellen des Judentums.
Kurz vor seinem 43. Geburtstag erlag Rosenzweig am 10. Dezember 1929 in Frankfurt am Main seiner Krankheit. Sein Grab befindet sich auf dem Neuen Jüdischen Friedhof an der Eckenheimer Landstraße.

## Werke

### Einzelschriften
- Jehuda Halevi. Zweiundneunzig Hymnen und Gedichte. Deutsch. Mit einem Nachwort und mit Anmerkungen von Franz Rosenzweig. Der sechzig Hymnen und Gedichte zweite Ausgabe. Schneider, Berlin 1900 (Digitalisat bei archive.org).
- Atheistische Theologie (1914),[8] in: Kleinere Schriften, Schocken Verlag, Jüdischer Buchverlag 1937
- Zeit ists … (PS 119,126). Gedanken über das jüdische Bildungsproblem des Augenblicks. An Hermann Cohen. Verlag der Neuen Jüdischen Monatshefte, Berlin u. a. 1918 (Digitalisat der Judaica Frankfurt).
- Hegel und der Staat. Gedruckt mit Unterstützung der Heidelberger Akademie der Wissenschaften. 2 Bände. R. Oldenbourg, München/Berlin 1920 (Digitalisat Bd. 1 bei der BNF; Digitalisat Bd. 2 bei der BNF; Digitalisat Bd. 2 bei archive.org).
  - Hegel und der Staat. Scientia, Aalen 1962.
  - Hegel und der Staat (= Suhrkamp-Taschenbuch Wissenschaft. Bd. 1941). Hrsg. von Frank Lachmann. Mit einem Nachwort von Axel Honneth. Suhrkamp, Berlin 2010.
- Der Stern der Erlösung. Kauffmann, Frankfurt am Main 1921 (Digitalisat); Suhrkamp, Frankfurt am Main 1988; Frankfurt am Main 2002 (Volltext, hrsg. von Albert Raffelt, UB Freiburg).
- Die Bauleute. Philo, Berlin 1925 (Digitalisat der Judaica Frankfurt).
- Das neue Denken. Eine nachträgliche Bemerkung zum „Stern der Erlösung“. In: Der Morgen: Monatsschrift der Juden in Deutschland. 1925, H. 4, S. 426–451 (Volltext).
- Die Schrift. Verdeutscht von Martin Buber gemeinsam mit Franz Rosenzweig. 15 Bände. Heidelberg 1926–1955.
- Das Büchlein vom gesunden und kranken Menschenverstand. (Original: 1921) Hrsg. und eingeleitet von Nahum Norbert Glatzer, Melzer, Düsseldorf 1964. Neudruck: Jüdischer Verlag, Frankfurt 2018 (Inhalt und Einleitung)

### Gesammelte Schriften
- Der Mensch und sein Werk. Gesammelte Schriften I–IV, Den Haag 1976 ff.
  - Bd. I, 1 und I, 2: Briefe und Tagebücher
  - Bd. II: Der Stern der Erlösung
  - Bd. III: Zweistromland. Kleinere Schriften
  - Bd. IV, 1: Sprachdenken im Übersetzen (Hymnen und Gedichte des Jehuda Halevi)
  - Bd. IV, 2: Sprachdenken im Übersetzen (Arbeitspapiere zur Verdeutschung der Schrift)

### Briefeditionen
- Judaism Despite Christianity: The „Letters on Christianity and Judaism“ between Eugen Rosenstock-Huessy and Franz Rosenzweig. Introduction by Harold M. Stahmer. University of Alabama Press, Alabama 1969.
- Die Gritli-Briefe. Hrsg. von Inken Rühle/Reinhold Mayer. Tübingen 2002, ISBN 3-933373-04-2 (Briefe von Franz Rosenzweig an Margrit (Gritli) Rosenstock-Huessy und an Eugen Rosenstock-Huessy).
- Franz Rosenzweig: Briefe. Unter Mitwirkung von Ernst Simon ausgewählt und herausgegeben von Edith Rosenzweig. Berlin, Schocken 1935. 742 S.

## Ehrungen und Nachwirkung

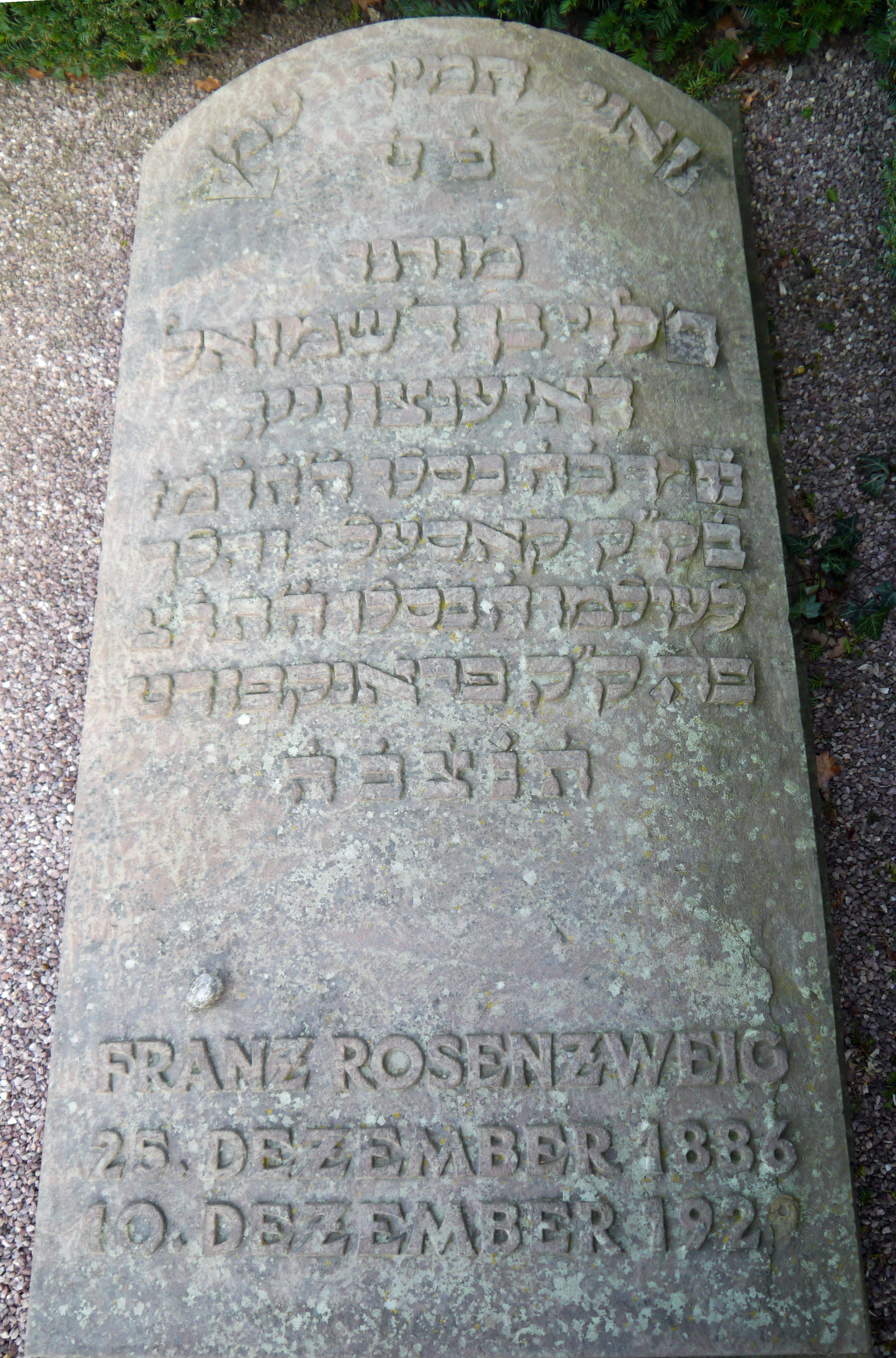
Grab von Franz Rosenzweig auf dem Neuen Jüdischen Friedhof an der Eckenheimer Landstraße.

- Im Mai 1923 verlieh der liberale Rabbiner Leo Baeck auf Vorschlag des kurz zuvor verstorbenen Rabbiners Nehemia Anton Nobel Franz Rosenzweig die Rabbinerwürde mit dem Titel Maurenu, „unser Lehrer“.
- Jährlich wird die nach ihm benannte Buber-Rosenzweig-Medaille durch den Koordinierungsrat der „Gesellschaften für Christlich-Jüdische Zusammenarbeit“ an Personen verliehen, die sich besonders für den christlich-jüdischen Dialog einsetzen.
- Zum 100. Geburtstag von Rosenzweig fand 1986 in seiner Geburtsstadt Kassel ein erster Internationaler Franz-Rosenzweig-Kongress statt.
- Seit 1987 beruft die Universität Kassel jeweils in einem Sommersemester einen ins Exil getriebenen jüdischen Wissenschaftler auf die Franz-Rosenzweig-Gastprofessur.
- 2004 fand in Kassel der zweite Internationale Franz-Rosenzweig-Kongress statt, auf dem die Internationale Rosenzweig-Gesellschaft gegründet wurde. Die Internationale Rosenzweig-Gesellschaft bringt seit 2006 das Rosenzweig-Jahrbuch / Rosenzweig Yearbook sowie die Schriftenreihe Rosenzweigiana, beide im Alber Verlag Freiburg / München, heraus.
- Am 29. April 1993 wurde an Rosenzweigs ehemaligem Wohnhaus in Frankfurt, Schumannstraße 10, eine Gedenktafel mit folgendem Text enthüllt: „Franz Rosenzweig. Er war der Bahnbrecher des jüdisch-christlichen Dialogs, Weggefährte von Martin Buber, Meister der Verdeutschung der Bibel, Gründer des ‚Freien jüdischen Lehrhauses‘ in Frankfurt am Main. Geboren am 25. Dezember 1886 in Kassel, wohnte in diesem Hause von 1920 bis zu seinem Tod am 10. Dezember 1929. Und doch bleibe ich stets bei dir (Psalm 73,23 in Hebräisch).“
- In Freiburg ist ein Studierendenwohnheim nach Rosenzweig benannt.[9]
- 2021 wurde an der Goethe-Universität Frankfurt am Main das Buber-Rosenzweig-Institut zur Erforschung des Judentums in Moderne und Gegenwart gegründet.[10]
- In Solingen ist die Rosenzweigstraße im Stadtteil Gräfrath nach ihm benannt.